# Baltic (Ohio)
Baltic is een plaats (village) in de Amerikaanse staat Ohio, en valt bestuurlijk gezien onder Coshocton County en Holmes County en Tuscarawas County.

## Demografie
Bij de volkstelling in 2000 werd het aantal inwoners vastgesteld op 743.
In 2006 is het aantal inwoners door het United States Census Bureau geschat op eveneens 743.

## Geografie
Volgens het United States Census Bureau beslaat de plaats een oppervlakte van
2,2 km², geheel bestaande uit land. Baltic ligt op ongeveer 325 m boven zeeniveau.

## Plaatsen in de nabije omgeving
De onderstaande figuur toont nabijgelegen plaatsen in een straal van 24 km rond Baltic.